# Tanohata
Tanohata (jap. 田野畑村 Tanohata-mura) – wieś w Japonii, na wyspie Honsiu, w prefekturze Iwate. Według danych na rok 2020 miejscowość zamieszkiwało 3 059 mieszkańców , a gęstość zaludnienia wyniosła 19,6 os./km².